# Jemundo
Jemundo is een bestuurslaag in het regentschap Sidoarjo van de provincie Oost-Java, Indonesië. Jemundo telt 7752 inwoners (volkstelling 2010).